# Мухамад Иса Ахмад
Мухамад Иса Ахмад (малајс. Muhammad Isa Ahmad; Бандар Сери Бегаван, 23. фебруар 1998) брунејски је пливач чија специјалност су трке прсним стилом. Вишеструки је национални првак и рекордер.

## Спортска каријера
Дебитовао је на међународној сцени на светском првенству у малим базенима у Истанбулу 2012, а годину дана касније је по први пут наступио и на једном од светских првенстава у великим базенима. 
Пливао је и на светском првенству у корејском Квангџуу 2019. — у трци на 50 прсно заузео је 60, а на 100 прсно укупно 74. место. 